# NGC 5091
NGC 5091 (другие обозначения — ESO 270-4, MCG -7-27-55, AM 1318-432, DCL 567, PGC 46626) — спиральная галактика (Sb) в созвездии Центавр.
Этот объект входит в число перечисленных в оригинальной редакции нового общего каталога.